# Liste der denkmalgeschützten Objekte in Altmelon
Die Liste der denkmalgeschützten Objekte in Altmelon enthält die denkmalgeschützten, unbeweglichen Objekte der Gemeinde Altmelon.

## Denkmäler
| Foto |                 | Denkmal                                                                     | Standort                                                  | Beschreibung | Metadaten |
| ---- | --------------- | --------------------------------------------------------------------------- | --------------------------------------------------------- | --- | --- |
| ja   | Datei hochladen | Kath. Pfarrkirche hl. Jakobus der Ältere HERIS-ID: 49454 Objekt-ID: 53170   | neben Altmelon 29 Standort KG: Altmelon                   | Die mittelalterliche Saalkirche, erbaut im 13. (Langhaus) und 18. Jahrhundert (Chor) wurde 1783 barockisiert. Innen befinden sich unter anderem ein neugotischer Hochaltar und zwei Rokoko-Seitenaltäre. | BDA-Hist.: Q2082524 Status: § 2a Stand der BDA-Liste: 2025-06-30 Name: Kath. Pfarrkirche hl. Jakobus der Ältere GstNr.: .14 Pfarrkirche Altmelon             |
| ja   | Datei hochladen | Wachtelhütte, ehem. Glashütte und Brauerei HERIS-ID: 62751 Objekt-ID: 75332 | Dietrichsbach 1 Standort KG: Dietrichsbach                | Die sogenannte Wachtelhütte – eine ehemalige Glashütte südwestlich des Ortes – ist ein hakenförmiger, eingeschoßiger Bau mit Glockentürmchen, am Türstock bezeichnet mit 1725. Die ursprüngliche Anlage ist von späteren Zubauten eingeschlossen. Die Glashütte ist seit 1797 geschlossen und wurde später als Bauerngut genutzt. Nach einem Brand 1899 wurde der Komplex wieder aufgebaut.       | BDA-Hist.: Q38101018 Status: Bescheid Stand der BDA-Liste: 2025-06-30 Name: Wachtelhütte, ehem. Glashütte und Brauerei GstNr.: 51 Dietrichsbach Wachtelhütte |
| ja   | Datei hochladen | Ortskapelle Kleinpertenschlag HERIS-ID: 50024 Objekt-ID: 54493              | neben Kleinpertenschlag 42 Standort KG: Kleinpertenschlag | Die Ortskapelle von Kleinpertenschlag ist ein schlichter Bau aus der ersten Hälfte des 19. Jahrhunderts mit dreiseitigem Schluss und Flachbogenfenstern. Der vorgebaute Turm mit Spitzhelm stammt aus dem Jahr 1877. Der Innenraum ist flach gedeckt. Zur Ausstattung zählen spätbarocke Figuren vom Anfang des 19. Jahrhunderts und eine Pietàgruppe nach der Gnadenstatue von Maria Dreieichen. | BDA-Hist.: Q38037634 Status: § 2a Stand der BDA-Liste: 2025-06-30 Name: Ortskapelle Kleinpertenschlag GstNr.: .64                                            |